# Turquia nos Jogos Olímpicos de Inverno de 2006
A Turquia mandou 6 competidores para os Jogos Olímpicos de Inverno de 2006, em Turim, na Itália. A delegação não conquistou nenhuma medalha.

## Desempenho

### Esqui alpino
| Atletas      | Evento                   | Final      | Final      | Final      | Final   | Final |
| Atletas      | Evento                   | 1ª Corrida | 2ª Corrida | 3ª Corrida | Total   | Pos.  |
| ------------ | ------------------------ | ---------- | ---------- | ---------- | ------- | ----- |
| Hamit Şare   | Slalom gigante masculino | 1:52.13    | DNS        | DNS        | DNS     | DNS   |
| Hamit Şare   | Slalom masculino         | 1:07.57    | 1:01.56    |            | 2:09.13 | 40    |
| Duygu Ulusoy | Slalom gigante feminino  | 1:11.43    | 1:19.38    |            | 2:30.81 | 37    |
| Duygu Ulusoy | Slalom feminino          | DNF        | DNF        | DNF        | DNF     | DNF   |

### Esqui cross-country
| Atleta                                 | Evento                           | Preliminares | Preliminares | Quartas     | Quartas     | Semifinal   | Semifinal   | Final       | Final |
| Atleta                                 | Evento                           | Total        | Pos.         | Total       | Pos.        | Total       | Pos.        | Total       | Pos.  |
| -------------------------------------- | -------------------------------- | ------------ | ------------ | ----------- | ----------- | ----------- | ----------- | ----------- | ----- |
| Kelime Aydın                           | Clássico feminino                |              |              |             |             |             |             | 31:47.1     | 52    |
| Kelime Aydın                           | Largada coletiva feminina        |              |              |             |             |             |             | DNF         | DNF   |
| Kelime Aydın                           | Perseguição combinada feminina   |              |              |             |             |             |             | 1:34:07.2   | 49    |
| Kelime Aydın                           | Velocidade individual feminino   | 2:33.33      | 63           | Não avançou | Não avançou | Não avançou | Não avançou | Não avançou | 63    |
| Muhammet Kızılarslan                   | Clássico masculino               |              |              |             |             |             |             | 45:06.8     | 74    |
| Muhammet Kızılarslan                   | Velocidade individual masculino  | 2:28.94      | 64           | Não avançou | Não avançou | Não avançou | Não avançou | Não avançou | 64    |
| Sebahattin Oglago                      | Clássico masculino               |              |              |             |             |             |             | 42:18.9     | 55    |
| Sebahattin Oglago                      | Perseguição combinada masculina  |              |              |             |             |             |             | 1:28:03.8   | 65    |
| Sebahattin Oglago                      | Largada coletiva masculina       |              |              |             |             |             |             | DNF         | DNF   |
| Sebahattin Oglago                      | Velocidade individual masculino  | 2:31.10      | 67           | Não avançou | Não avançou | Não avançou | Não avançou | Não avançou | 67    |
| Muhammet Kızılarslan Sebahattin Oglago | Velocidade por equipes masculino |              |              |             |             | 19:46.5     | 12          | Não avançou | 22    |

### Patinação artística
| Atleta          | Evento              | Programa curto | Programa curto | Programa longo | Programa longo | Total  | Total |
| Atleta          | Evento              | Pontos         | Pos.           | Pontos         | Pos.           | Pontos | Pos.  |
| --------------- | ------------------- | -------------- | -------------- | -------------- | -------------- | ------ | ----- |
| Tuğba Karademir | Individual feminino | 44.20          | 22 Q           | 79.44          | 21             | 123.64 | 21    |

Legenda
| Recorde mundial      | Recorde mundial (World record)               |                       | Recorde africano                      | Recorde africano (African) |                                           | Q | Classificado por posição (Qualified) |
| Recorde olímpico     | Recorde olímpico (Olympic record)            | Recorde da América    | Recorde da América (Americas)         | q                          | Classificado por melhor tempo (Qualified) |   |                                      |
| Melhor marca do ano  | Melhor marca do ano (World leading)          | Recorde asiático      | Recorde asiático (Asian)              | DNS                        | Não largou (Did not start)                |   |                                      |
| Recorde nacional     | Recorde nacional (National record)           | Recorde europeu       | Recorde europeu (European)            | DNF                        | Não terminou (Did not finish)             |   |                                      |
| Recorde pessoal      | Recorde pessoal do atleta (Personal best)    | Recorde da Oceania    | Recorde da Oceania (Oceania)          | DSQ / DQ                   | Desclassificado (Disqualified)            |   |                                      |
| Recorde da temporada | Recorde da temporada do atleta (Season best) | Recorde sul-americano | Recorde sul-americano (South America) | NM                         | Sem marca (No mark)                       |   |                                      |